# U-120

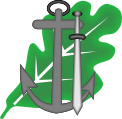
Emblema da Kriegsmarine no U-120

O Unterseeboot 120 foi um submarino alemão da Kriegsmarine que atuou durante a Segunda Guerra Mundial. Não chegou a realizar qualquer patrulha de guerra, portanto não afundou e nem danificou qualquer embarcação aliada. Foram abertos buracos no casco para afundar em Bremerhaven. O navio foi levado à tona no ano de 1950.

## Comandantes
| Comandante                | Período                                          |
| ------------------------- | ------------------------------------------------ |
| Oblt. Ernst Bauer         | 20 de Abril de 1940 - 25 de Novembro de 1940     |
| Wolfgang Heyda            | 26 de Novembro de 1940 - 19 de Maio de 1941      |
| Willy-Roderich Körner     | 20 de Maio de 1941 - 24 de Fevereiro de 1942     |
| Oblt. Hans Fiedler        | 25 de Fevereiro de 1942 - 30 de Setembro de 1942 |
| Alfred Radermacher        | 15 de Setembro de 1942 - 24 de Maio de 1943      |
| Oblt. Joachim Sauerbier   | 26 de Julho de 1943 - 14 de Setembro de 1944     |
| Oblt. Rolf Rüdiger Bensel | 15 de Setembro de 1944 - 2 de Maio de 1945       |

## Carreira

### Subordinação
| 20 de Abril de 1940 - 30 de Junho de 1940 | U-Bootschulflottille       |
| 1 de Julho de 1940 - 16 de Março de 1945  | 21. Unterseebootsflottille |
| 17 de Março de 1945 - 2 de Maio de 1945   | 31. Unterseebootsflottille |